# Biserica de lemn din Petroșani-Maleia

Biserica de lemn „Sfântul Nicolae” din Cartierul Maleia al municipiului Petroșani, județul Hunedoara, foto: octombrie 2007.

Biserica de lemn din Cartierul Maleia, oraș Petroșani, județul Hunedoara a fost ridicată în 1790. Are hramul „Sfântul Nicolae”. În ciuda vechimii sale și a măiestriei lucrului în lemn biserica nu se află pe noua listă a monumentelor istorice.

## Istoric și trăsături
În cartierul Maleia al municipiului Petroșani (anterior localitate distinctă) se găsește o  biserică de lemn, ridicată între anii 1790-1792; în anii 1901 și 1937 a fost supusă unor ample renovări. Pe plan dreptunghiular, cu absida pentagonală decroșată, biserica, acoperită cu țiglă, a fost închinată „Sfântului Ierarh Nicolae”. Turnul-clopotniță robust, învelit în tablă, a fost înălțat deasupra pronaosului. Interiorul a rămas nepictat. Din anul 2005, când a fost finalizată construcția noului lăcaș de cult, cu hramul „Nașterea Maicii Domnului”, în vechea biserică se mai slujește doar sporadic. Subvenția de 400.000 lei, aprobată de autorități în anul 1946 în vederea reconstrucției acestei biserici, a fost „redirecționată” de comuniști. 